# 中田新一
中田 新一（なかだ しんいち、1944年4月11日 - ）は、日本の映画監督である。株式会社サクセスロード所属（1988年設立）。

## 経歴
石川県出身。早稲田大学第一文学部演劇学科卒業。フリーの助監督として深作欣二、山本薩夫、熊井啓、佐藤純彌らに師事。現在監督としては主に映画であるが、独立プロにて自身の企画映画をコンスタントに制作している。2010年に著書『奔れ！ 助監督』を上梓、トラブルも少なくなかった長年の助監督、監督生活を回顧している。
最近は、九州地方の協力で九州を舞台とするものを多く制作している。車いすバスケットボールをテーマにした『ウイニング・パス』は北九州市功労賞受賞。これがきっかけで北九州市の特命文化大使に起用されるが、それ以外でも、主演の松山ケンイチは本作が映画初主演となった。更に同オーディションで共演が決まった、佐藤めぐみ、堀北真希ともに、この後活躍。もともと新人や若手を主役に起用した作品が多い。

## 作品リスト

### 映画

#### 監督
- 「海に降る雪」（1984年）監督デビュー作。出演：和由布子、田中隆三、奥田瑛二、他
- 「ドン松五郎の生活」（1986年）主演：西村知美で注目される。
- 「BE FREE!」（1986年）出演：羽賀研二、伊藤かずえ、他
- 「本場ぢょしこうマニュアル 初恋微熱篇」（1987年）主演：工藤夕貴
- 「公園通りの猫たち」（1989年）主演：荻野目洋子
- 「花の季節」（1990年）主演：栗原小巻。高峰三枝子の遺作映画。
- 「暴力列島 ダーティーマネージャック」（1990年） 出演：名高達郎、増田恵子、大杉漣、他
- 「ちー公物語　ネズミ小僧のつくりかた　世紀末版」（1991年） 出演：大鶴義丹、国生さゆり
- 「チンパオ/陳宝的故事」(日中合作)（1999年）/ヒューストン国際映画祭プラチナ賞受賞を受賞。
- 「ウイニング・パス」（2003年）/北九州市功労賞受賞。
- 「風のダドゥ」（2006年）/内閣府（自殺対策担当）発信の普及啓発映画として指定。

他多数。

#### 助監督
- 「この青春」（1971年）監督：森園忠
- 「軍旗はためく下に」（1972年）監督：深作欣二
- 「朝焼けの歌」（1973年）監督：熊井啓
- 「竜馬暗殺」（1974年）監督：黒木和雄
- 「サンダカン八番娼館」（1974年）監督：熊井啓
- 「吾輩は猫である」（1975年） 監督：市川崑
- 「不毛地帯」（1976年）監督：山本薩夫
- 「天俣水滸伝」（1976年）監督：山本薩夫
- 「八甲田山」（1977年）監督：森谷司郎
- 「アッシィたちの街」（1981年）監督：山本薩夫
- 「ひめゆりの塔」（1982年）監督：今井正

他多数。

#### その他
- 「妻と女の間」（1976年） 企画・製作助手(監督：豊田司郎、市川崑)
- 「人間の証明」（1977年） 演技事務(監督：佐藤純彌)
- 「野性の証明」（1978年）製作担当
- 「復活の日」（1980年） キャスティング・ディレクター(監督：深作欣二)
- 「夕暮まで」（1980年） プロデューサー(監督：黒木和雄)
- 「日本の熱い日々　謀殺・下山事件」（1981年） 監督補佐(監督：熊井啓)
- 「小説吉田学校」（1983年）監督補佐(監督：森谷司郎)
- 「おれは男だ! 「完結編」」（1987年）脚本

他多数。

### アニメ
- 長編アニメ「PiPiとべないホタル」（1996年）/ヒューストン国際映画祭金賞受賞。
- アニメ「あした元気にな～れ！　半分のさつまいも」（2005年）キャスト：吉永小百合、上戸彩、他

### 舞台
- 「爆弾を胸に抱いて」（2010年）主演：小松未可子